# Sinal do psoas

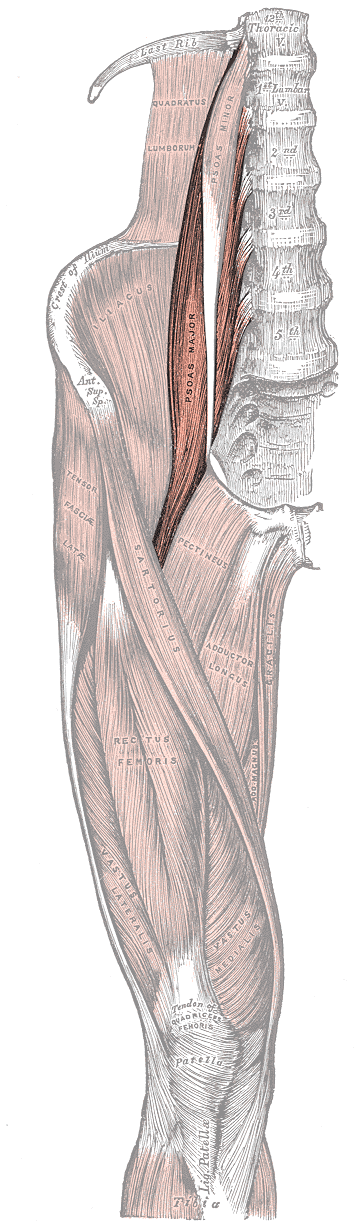
Músculo psoas maior

Na medicina, o sinal do psoas é indicativo de irritação do músculo psoas, sendo um dos sinais de apendicite aguda.

## Manobra
Posiciona-se o paciente em decúbito lateral esquerdo, e o examinador deve realizar a hiperextensão passiva de membro inferior direito (ou flexão ativa contra resistência). Em caso de dor à hiperextensão passiva ou à flexão ativa, o sinal é positivo.
O propósito da manobra é fazer com que o músculo psoas ilíaco toque o apêndice vermiforme inflamado. Nessa posição, pede-se ao paciente que estenda a perna direita na direção das suas costas. Ao fazer isso, o músculo psoas e os flexores do quadril se esticam, tocando o apêndice inflamado, que normalmente está situado logo sobre o psoas ilíaco. Esse contato intraabdominal resulta em dor na fossa ilíaca direita, no chamado ponto de McBurney, a cerca de 2/3 do caminho diagonal desde o umbigo até a crista ilíaca direita.
Outra variante da mesma manobra faz com que o examinador coloque sua mão em oposição à extensão da perna, na parte posterior do joelho. Isso fará com que o psoas se estique ainda mais. O principal suspeito de um sinal do psoas positivo é o apêndice vermiforme, embora também seja possível que outras doenças deem um sinal positivo de psoas, como os abscessos do músculo psoas.